# Pavillon de Vendôme
A Pavillon de Vendôme (pavilon d vandome) a franciaországi Aix-en-Provence-ban 1664–1667 között emelt épület a hozzá tartozó parkkal, 1914 óta védett történelmi emlék. Tervezője Antoine Matisse építész. 
Eredetileg egyemeletes épületként, a régi városfalon kívül létesítették, a felső emeletet később húzták fel rá. Napjainkban múzeum és időszaki kiállítások helyszíne.

## Története
Építtetője Louis de Mercœur (Louis de Bourbon, Vendôme hercege, [másképp: Louis II de Vendôme] 1612–1669), IV. Henrik francia királynak és szeretőjének, Gabrielle d'Estrées-nek unokája, 1653-tól Provence kormányzója. 
Felesége, Laure Mancini (1636–1657, Jules Mazarin bíboros unokahúga) halála után a herceg beleszeretett Lucrèce de Forbin-Soliés-be, Aix-en-Provence első konzuljának özvegyébe. A királyi udvar ellenezte az egyszerű vidéki arisztokrata nővel folytatott kapcsolatot és megakadályozta házasságukat. Louis de Mercoeur állítólag szerelmük otthonaként építtette a pavilont, melynek földszinti nyitott árkádjai alá a hölgy kocsija diszkréten be tudott hajtani. 1667-ben a herceget bíborossá nevezték ki.
A herceg halála után Gautier de la Molle főtanácsos (avocat général) vásárolta meg a pavilont, aki jelentősen átalakíttatta. Egy második emelet ráépítésével és a földszint lezárásával kapta meg az épület mai formáját. A bejáratot két atlasz szobra, a Hajnal és az Alkony allegóriája keretezi. Ekkor készült a gipszszobrokkal és -füzérekkel díszített belső tér, a kétkarú lépcsőház és a római cserepekkel fedett provence-i stílusú tető.
A 18. század közepén(?) a város szülötte, Jean-Baptiste van Loo festő költözött ide és a felső emeleten alakította ki műtermét. Később a pavilon Barthélemy-Louis Reboul, az aix-i Akadémia titkára tulajdonába került, de a francia forradalom kitörésével Reboul elmenekült, és a pavilont mint emigráns tulajdonát eladták. Ezt követően Angoulême püspöke vásárolta meg, hogy átadja a Szent Szív (Sacré-Cœur) nővéreknek, akik itt bentlakásos lányiskolát hoztak létre. 
A 20. század elején, 1906-ban egy svájci gyűjtő és tudós, Henri Dobler megvásárolta, majd felújíttatta a pavilont és a hozzá tartozó területet. 1941-ben az épületet gyűjteményeivel együtt Aix-en-Provence városára hagyta azzal, hogy ott múzeumot alakítsanak ki. 
A Pavillon de Vendôme-ot 1914-ben, a parkot 1953-ban vették fel az országos jelentőségű védett történelmi emlékek jegyzékébe (monument historique classé).

## A múzeum
A pavilon a 17–18. századi vidéki arisztokraták vagy vagyonos polgárok által a város szélén létesített nyaralók, vendégházak mintájára épült. A múzeumot a 18. század szellemében rendezték be, belső terei a korabeli városi házak hangulatát idézik. Helyiségeiben számos 17–19. századi műalkotás, provence-i bútor, portré látható. A múzeum legjelentősebb része a grafikai gyűjtemény. A kertet a 17. századból fennmaradt dokumentumok alapján rekonstruálták.
A pavilon évente több időszaki képzőművészeti vagy fotókiállításnak ad otthont. Az eseményekre rendszeresen meghívnak ismert művészeket, valamint meghívják a szomszédos művészeti főiskola (École Supérieure d’Art) hallgatóit.